# Júlio Vânio Celso Teixeira
Júlio Vânio Celso Teixeira (Rio do Sul, 22 de outubro de 1958) é um político brasileiro.

## Carreira
Foi deputado à Assembleia Legislativa de Santa Catarina na 13ª legislatura (1995 — 1999).